# Stanisław Bronicz
Stanisław Bronicz (ur. 24 maja 1904 w Łące, zm. 5 lutego 1981 w Opolu) – polski etnograf, folklorysta i muzealnik, twórca i dyrektor Muzeum Wsi Opolskiej w Opolu. 
W 1951 r. ukończył etnografię na Uniwersytecie Jagiellońskim. W następnym roku został kierownikiem Muzeum Historycznego w Bielsku-Białej zajmując to stanowisko do 1954. Od 1957 do 1962 r. pracował w Muzeum Śląska Opolskiego, będąc tam od 1958 kierownikiem Działu Etnograficznego. Jednocześnie był adiunktem w krakowskim Instytucie Historii Kultury Materialnej PAN. Był organizatorem Muzeum Wsi Opolskiej w Opolu i od 1962 do 1965 pierwszym dyrektorem tej placówki. Od 1965 do 1970 był kierownikiem opolskiej biura Komisja Badania Zbrodni Hitlerowskich w Polsce, po czym przeszedł na emeryturę.
Był członkiem Polskiego Towarzystwa Ludowego i prezesem jego opolskiego oddziału. 
Autor prac etnograficznych, m.in. o strojach ludowych. 
W Opolu znajduje się ulica S. Bronicza. 

## Wybrane publikacje
- Bronicz S., 1954: Strój pszczyński. W: Atlas Polskich Strojów Ludowych, cz. III: Śląsk. Wyd. Polskie Towarzystwo Ludoznawcze, Wrocław.
- Bronicz S. (red.),1958: Wzornik haftów opolskich. Zakład Narodowy im. Ossolińskich.
- Bronicz S., 1963: Skansen opolski. Roczniki Etnografii Śląskiej, t. 2, s. 233–240.
- Bronicz S., 1967: Z badań nad rozwojem domu chłopskiego na Śląsku Opolskim. Roczniki Etnografii Śląskiej, t. 3, s. 115–165.

## Odznaczenia
- Krzyż Kawalerski Orderu Odrodzenia Polski[1]
- Odznaka „Zasłużony Działacz Kultury”[1]